# ویک رایت
ویک رایت (انگلیسی: Vic Wright؛ ۲۴ ژانویه ۱۹۰۹ – ۱۹۶۴) بازیکن فوتبال اهل انگلستان بود که بین سال‌های ۱۹۲۰ تا ۱۹۳۰ در باشگاه فوتبال روترهام یونایتد و باشگاه فوتبال لیورپول در پست مهاجم بازی می‌کرد.